# Neptis infuscata
Neptis infuscata är en fjärilsart som beskrevs av Hagen 1898. Neptis infuscata ingår i släktet Neptis och familjen praktfjärilar. Inga underarter finns listade i Catalogue of Life.